# Liboměřice
Liboměřice (en allemand : Libomierschitz) est une commune du district de Chrudim, dans la région de Pardubice, en République tchèque. Sa population s'élevait à 157 habitants en 2022.

## Géographie
Liboměřice se trouve à 10 km au sud-sud-ouest de Chrudim, à 19 km au sud de Pardubice et à 97 km à l'est-sud-est de Prague.
La commune est limitée par Rabštejnská Lhota au nord, par Licibořice et Křižanovice à l'est, par Libkov et Krásné au sud, et par Bojanov au sud-ouest et à l'ouest.

## Histoire
La première mention écrite de la localité date de 1329.

## Administration
La commune se compose de quatre sections :
- Liboměřice
- Nové Lhotice
- Pohořalka
- Samařov

## Galerie

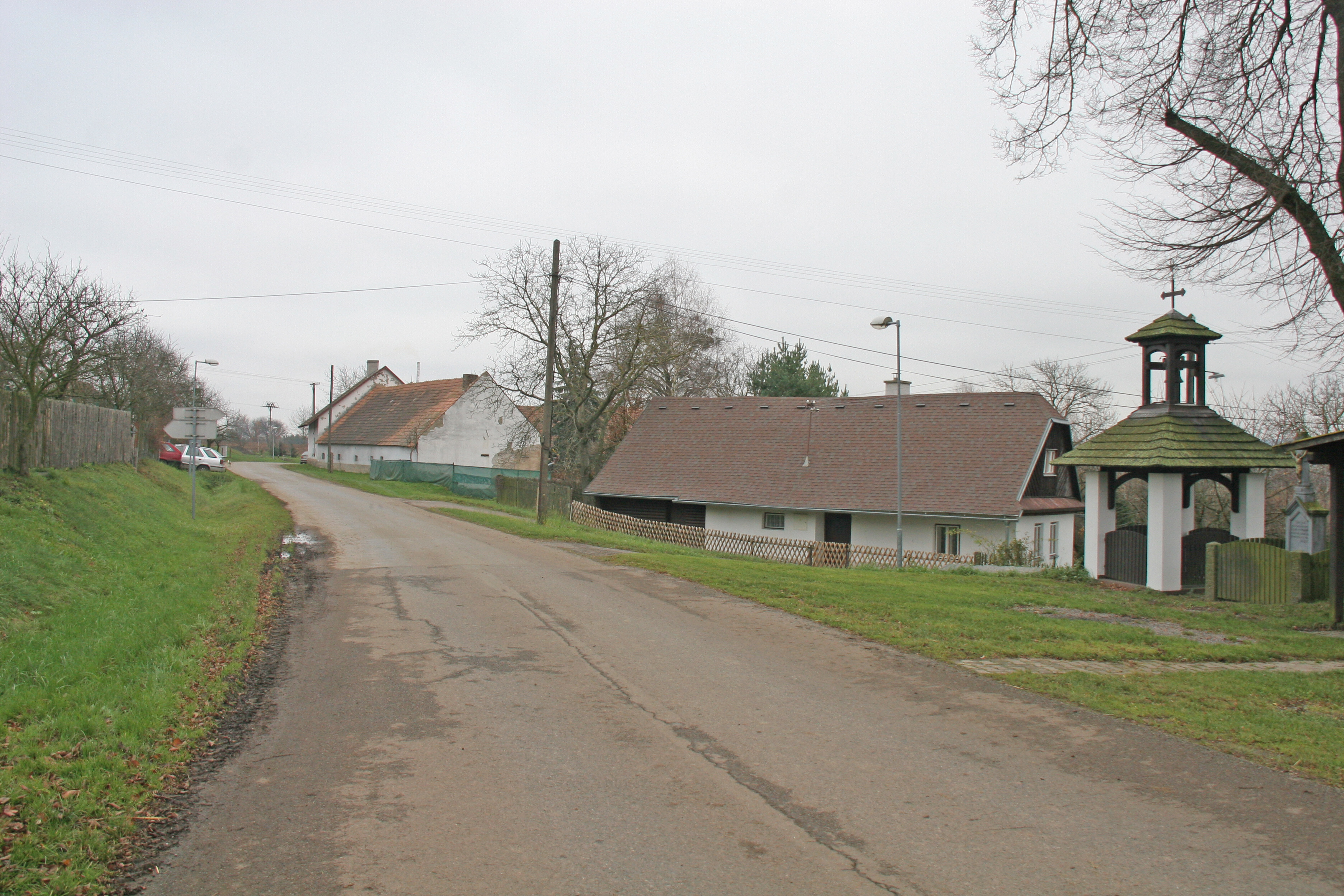
Nové Lhotice.
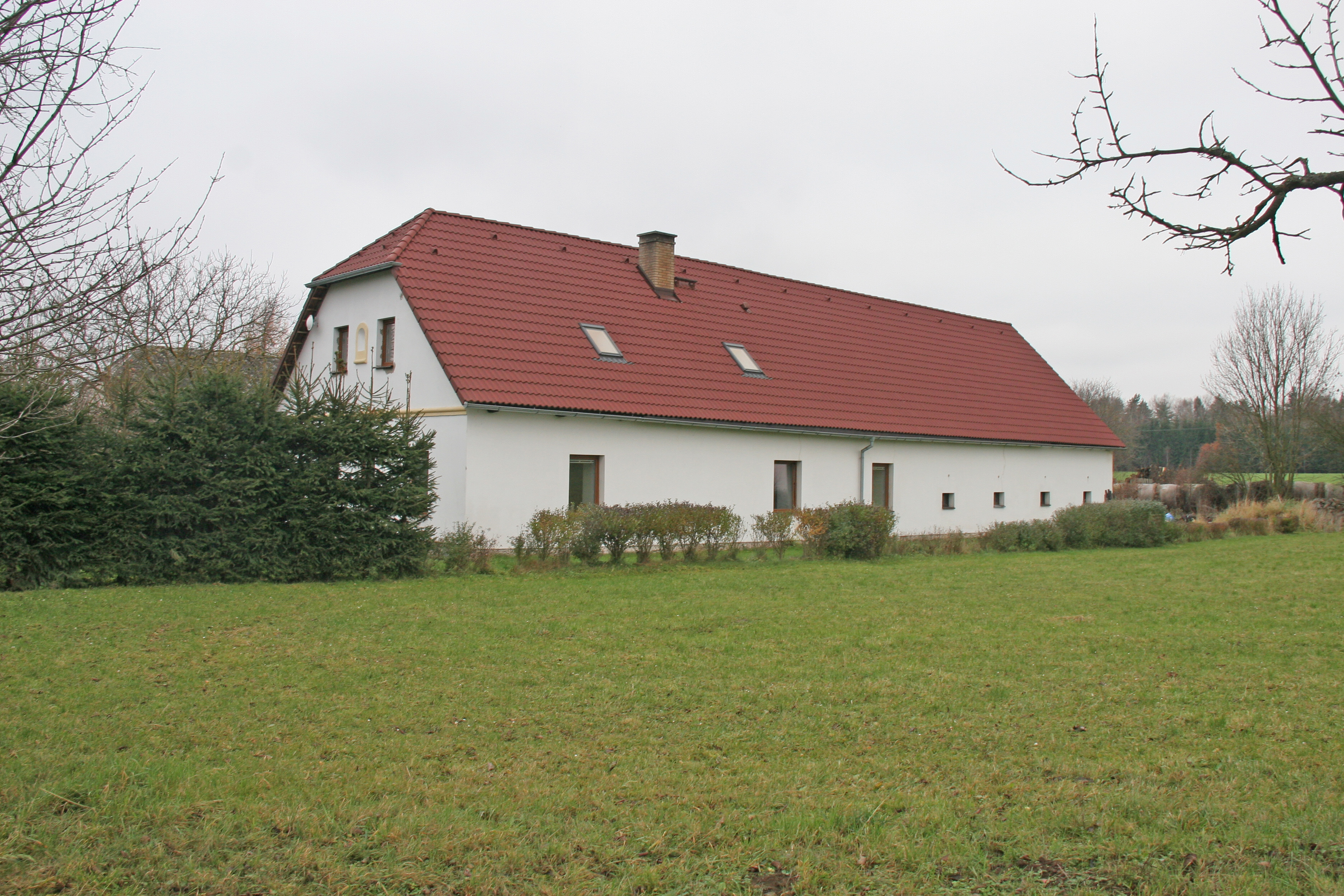
Maison à Samařov.

## Transports
Par la route, Liboměřice se trouve à 8 km de Nasavrky, à 13 km de Chrudim, à 23 km de Pardubice et à 122 km de Prague. 